# Motya fugax
Motya fugax är en fjärilsart som beskrevs av Dyar 1914. Motya fugax ingår i släktet Motya och familjen trågspinnare. Inga underarter finns listade i Catalogue of Life.